# エイブラハム・ポロンスキー
エイブラハム・ポロンスキー（Abraham Lincoln Polonsky、1910年12月5日 - 1999年10月26日）は、アメリカ合衆国の脚本家、映画監督。
ニューヨークにロシア系ユダヤ人の子として生まれる。ニューヨーク市立大学シティカレッジとコロンビア・ロー・スクールに学ぶ。
1940年代に映画界入りし、脚本家、映画監督として活動するが、1950年代初頭に吹き荒れたマッカーシズムの時期、かつてアメリカ共産党の党員であった事でハリウッド・ブラックリストに載せられ、追放された。1960年代後半に復帰。
1999年の第71回アカデミー賞でエリア・カザンにアカデミー名誉賞が授与された際、会場の外で抗議デモを行った。これはカザンがかつてマッカーシズムの時期にブラックリストに載せられたが、転向して同志の名前を証言した事によるものである。
1999年10月26日、88歳で死去。

## 主な作品
- 黄金の耳飾り Golden Earrings (1947)
- ボディ・アンド・ソウル Body and Soul (1947)
- 悪の力 Force of Evil (1948) 監督も
- 拳銃の報酬 Odds Against Tomorrow (1959) クレジットなし
- 刑事マディガン Madigan (1968)
- 夕陽に向って走れ Tell Them Willie Boy Is Here (1969) 監督も
- 馬泥棒の恋 Romance of a Horsethief (1971) 監督のみ
- アバランチエクスプレス Avalanche Express (1979)
- 愛と憎しみの伝説 Mommie Dearest (1981) クレジットなし
- バチカンの嵐 Monsignor	(1982)